# Thaumatoptila
Thaumatoptila es un género de polillas de la familia Tortricidae.

## Especies
- Thaumatoptila verrucosa Diakonoff, 1984